# João Neiva (ort)
João Neiva är en ort i Brasilien.   Den ligger i kommunen João Neiva och delstaten Espírito Santo, i den sydöstra delen av landet, 900 km sydost om huvudstaden Brasília. João Neiva ligger 57 meter över havet och antalet invånare är 10 383.
Terrängen runt João Neiva är huvudsakligen kuperad, men åt nordost är den platt. Närmaste större samhälle är Aracruz, 13,6 km sydost om João Neiva.
Omgivningarna runt João Neiva är huvudsakligen savann. Runt João Neiva är det ganska tätbefolkat, med 62 invånare per kvadratkilometer.